# Melkpoortje
Het Melkpoortje was een stadspoort in de Zuid-Hollandse stad Dordrecht. Het stond achter de Riedijk aan de Merwekade langs de Merwede, tussen de Riedijkspoort en de Groothoofdspoort.
Aan het eind van de middeleeuwen hebben meerdere poortjes in de stadsmuur achter de Riedijk bestaan, waaronder mogelijk het "floren poerthuys" aan het begin van de 15e eeuw. In 1566 is er melding van "tnieuwe poortken staende opden Rietdijck". Waarschijnlijk was dit de voorloper van het Melkpoortje dat rond 1616 werd gebouwd met beeldhouwwerk van Gillis Huppe. Aan de stadszijde, op de Riedijk, bevond zich een tweede poortje, dat met het poortje aan de rivier verbonden was door het straatje dat nu nog steeds Melkpoortje heet. In de 19e eeuw werd dit straatje ook wel Melksteiger genoemd, evenals de kade aan de Merwede waar het op uitkwam.
Tegelijk met het poortje werd hier een bolwerk gebouwd dat "tnieuw blaeuw bolwerck" heette, zo genoemd naar de gebruikte natuursteen. Omdat vanaf het bolwerk het veer op Schoonhoven vertrok, stond het poortje in de 17e eeuw bekend als het "'t Schoonhoofs poortje" (1677). De benaming Melkpoortje is bekend vanaf 1712, als het "'t nieuw of melkpoortie" wordt genoemd. Het Melkpoortje is in 1833 gesloopt.

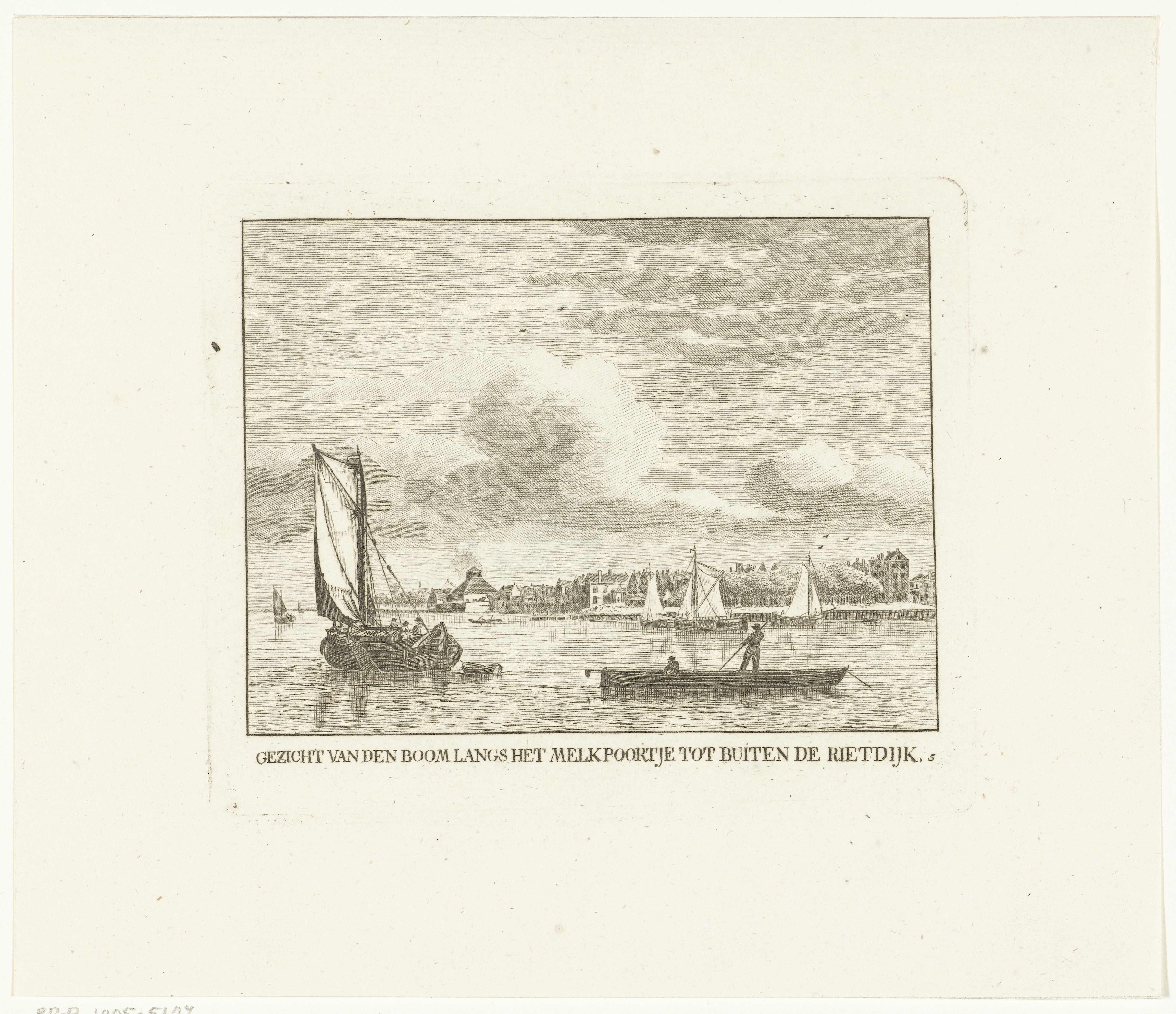
Carel Frederik Bendorp, Gezicht over Merwede met het Melkpoortje op de Riedijk, ets, 1803, Rijksmuseum Amsterdam